# Jiří Čapka
Jiří Čapka (* 24. dubna 1949 Přerov) je český herec. Jeho syny jsou herci Filip Čapka a Michal Čapka, jeho bratrem je herec Vladimír Čapka.
V roce 1971 vystudoval činoherní herectví na Janáčkově akademii múzických umění v Brně. Již v roce 1967 patřil jako student mezi zakládající členy brněnského sdružení divadelníků Husa na provázku. Po absolutoriu působil v letech 1971–1973 ve Východočeském divadle Pardubice a v letech 1973–1976 v ostravském Divadle Petra Bezruče. Roku 1976 získal angažmá ve Státním divadle Ostrava a v roce 1992 se stal členem Divadla na Vinohradech v Praze.
Ve filmu hrál výjimečně, v televizních projektech se ale začal objevovat již počátkem 70. let 20. století. Hrál v seriálech Přátelé Zeleného údolí a Velké sedlo, v množství dalších ztvárnil menší role (např. Pojišťovna štěstí, Četnické humoresky, Případy 1. oddělení, Bohéma, Odznak Vysočina).
Věnuje se také dabingu.